# Baoshan (Yunnan)
Baoshan (kinesisk skrift: 保山; pinyin: Bǎoshān) er en by på præfekturniveau i den vestlige del af provinsen Yunnan i Folkerepublikken Kina, og ligger på hovedvejen til Ruiji (grænseby til Burma) og Kunming. Det har et areal på 19,040 km2, og en befolkning på 2.460.000 mennesker (2007).

## Administrative enheder
Bypræfekturet Baoshan har jurisdiktion over et distrikt (区 qū) og 4 amter (县 xiàn).
| Kort              | Kort      | Kort   | Kort           | Kort                   | Kort        | Kort      |
| ----------------- | --------- | ------ | -------------- | ---------------------- | ----------- | --------- |
| Kort over Baoshan |           |        |                |                        |             |           |
| #                 | Navn      | Hanzi  | Pinyin         | Befolkning (2003 est.) | Areal (km²) | Indb./km² |
| Distrikter        |           |        |                |                        |             |           |
| 1                 | Longyang  | 隆阳区 | Lóngyáng Qū    | 850.000                | 5.011       | 170       |
| Amter             |           |        |                |                        |             |           |
| 2                 | Shidian   | 施甸县 | Shīdiàn Xiàn   | 330.000                | 2.009       | 164       |
| 3                 | Tengchong | 腾冲县 | Téngchōng Xiàn | 610.000                | 5.845       | 104       |
| 4                 | Longling  | 龙陵县 | Lónglíng Xiàn  | 270.000                | 2.884       | 94        |
| 5                 | Changning | 昌宁县 | Chāngníng Xiàn | 340.000                | 3.888       | 87        |

## Trafik
Kinas rigsvej 320 går gennem området. Den begynder i Shanghai og løber mod sydvest til grænsen mellem provinsen Yunnan og Burma. Undervejs passerer den blandt andet Hangzhou, Nanchang, Guiyang, Kunming og Dali.
25°07′N 99°10′Ø / 25.117°N 99.167°Ø